# Asgiri Maha Viharaya
Asgiri Maha Viharaya (singhalesisch අස්ගිරි මහා විහාරය, auch: Asgiriya Temple, Asgiriya Gedige) ist ein buddhistisches Kloster in Kandy, Sri Lanka. Es ist Zentrum der Asgiriya-Gruppierung der Siyam-Nikaya-Sekte, eines von zwei buddhistischen Klöstern, welchen die Verwahrung der Zahnreliquie des Buddha im Sri Dalada Maligawa, Kandy, obliegt. Das Oberhaupt des Asgiri Maha Viharaya ist der Mahanayaka Thero des Asgiri Chapter der Siyam Nikaya, einer führenden buddhistischen Mönchsgemeinschaft in Sri Lanka. Der derzeitige Abt ist Venerable Warakagoda Sri Gnanarathana Thero. Das Kloster führt seinen Ursprung zurück auf die Wanavasi-Sekte des Dimbulagala Raja Maha Vihara (Dimbulagala-Waldklosters) aus Polonnaruwa. Derzeit unterstehen 565 buddhistische Tempel in Sri Lanka dem Asgiri Viharaya.

## Geschichte
Das Asgiri Maha Viharaya wurde von Kommandant Siriwardhana auf Anweisung von Parakramabahu IV. (1305–1335 A.D.) erbaut. Es befindet sich nördlich des Kandy Lake (නුවර වැව, Kiri Muhuda).
Der Tempel gilt als bedeutend älter als der Malwathu Maha Viharaya, das zweite monastische Zentrum der Siyam Nikaya. Die ursprünglichen Gebäude wurden in dem Gelände erbaut, welches heute das Trinity College beherbergt. Die Mönche, die in das Kloster einzogen wurden aus der Einsiedelei Valasgala in Yapahuwa gesandt. Der Name Valasgala wird in Pali als „Acchagiri“ wiedergegeben und das heutige Singhalesische bezeichnet den Ort entsprechend als „Asgiri“.
Einer anderen Legende zufolge wurde Asgiri nach Königin Chandrawathie benannt, der Mutter von König Senasammata Vikramabahu, der auf dem Verbrennungsplatz von Adahana Maluva in Asgiriya eingeäschert wurde. In der Geschichte des Königreich Kandy haben viele Könige zur Entwicklung des Asgiri Viharaya beigetragen. Oft haben die Mönche des Asgiriya-Kapitels die Zahnreliquie im Namen des herrschenden Monarchen in schwierigen Zeiten wie Invasionen und Aufständen bewacht.
Das Asgiriya-Kloster besteht aus dem „Purana Viharaya“ („alter Tempel“), „Meda Pansala“ („mittlerer Tempel“), dem „Aluth Viharaya“ („neuer Tempel“) und dem „Gedige Vihara“. Der mittlere Tempel („Meda Pansala“) bekannt ist, wurde 1767 von Meegastanne Dissawe aus Dumbara erbaut und der neue Tempel wurde ein Jahr später, 1768, von Pilimathalawe Dissawe erbaut. Im Parana Viharaya (alter Tempel) befindet sich eine ruhende Buddha-Statue unter einem Makara Thorana (Drachenbogen), und das Innere ist dem des Gedige Viharaya sehr ähnlich. Zwei Statuen der Gottheiten „Natha“ und „Saman“ (සුමන සමන් දෙවි) befinden sich zur rechten beziehungsweise zur linken Seite der Buddha-Statue. Ein neuer „Aluth Vihare“ (neuer Tempel) wurde 1801 von Pilimathalawe Adhikaram, einem Sohn von Pilimathalawe Dissawe, erbaut. Zum Asgiri Viharaya gehören auch eine aus Fels gehauene liegende Buddha-Statue mit einer Länge von 36 Fuß und zwei Poya-ge, die als Versammlungsräume für die Treffen der Klosterbruderschaft dienen.

### Adahana Maluwa
Eine der historisch bedeutsamen Stätten auf dem Asgiri Maha Vihara-Gelände ist das „Adahana Maluwa“ (Königlicher Kremationsplatz, en.: Royal Cremation Ground) des Königreichs Kandy. Das Viharaya hatte drei „Maluwas“ (Terrassen): Uda Maluwa (obere Terrasse), Meda Maluwa (mittlere Terrasse) und Palle Maluwa (untere Terrasse). Die Einäscherung der Mitglieder der königlichen Familie fand im Meda Maluwa statt, daher war der Tempel auf dem Gelände als „Adahanamaluwa Gedige Viharaya“ bekannt. Adahana Maluva war der Ort, an dem die Leichen der Könige von Kandy und ihrer Familienangehörigen verbrannt und ihre sterblichen Überreste begraben wurden. Historisch gesehen ist Adahanamaluwa Gedige das zweitälteste Bauwerk in der Stadt Kandy und weist architektonische Ähnlichkeiten auf mit den Bauwerken von Natha Devale (Kandy) und mit Gadaladenyia Vihara (ගඩලාදෙණිය විහාරය, Pilimathalawa, Uda Nuwara). Während der Jahre 1878 bis 1880 wurde die Eisenbahnlinie nach Matale von der britischen Kolonialregierung erbaut. Einer der Tunnels dieser Eisenbahnlinie wurde unter dem Adahana Maluva des Asgiri Vihara hindurchgeführt. Die Bauarbeiten dazu zerstörten die letzten Überreste der Gräber, die in den Königlichen Begräbnisstätten vorhanden waren.

## Klostervorsteher (Äbte)
Die Liste zeigt die Äbte des Asgiri Maha Viharaya, welche zugleich die Mahanayaka theros der Asgiriya Chapter der Siyam Nikaya sind. Die Ernennung der Würdenträger für das Amt des Mahanayaka begann in Sri Lanka mit der Wiedereinführung der Höheren Ordination des  Upasampada 1753 auf Initiative des Sangharaja Weliwita Sri Saranankara Thero in der Regierungszeit von König Kirti Sri Rajasinha von Kandy.
1. Urulewatte Sri Dhamma Siddhi Thero (1753–1778; උරුලෑවත්තේ ශ්‍රී ධම්මසිද්ධි මහා ථේර)
2. Idawalugoda Sri Dhammapala Thero (1778–1807; ඉඩවලුගොඩ ශ්‍රී ධම්මපාල මහා ථේර)
3. Pothuhera Sri Rathanapala Thero (1807–1815; පොතුහැර ශ්‍රී රතනපාල මහා ථේර)
4. Mawathagama Sri Shobitha Thero (1815–1822; මාවතගම ශ්‍රී සෝභිත මහා ථේර)
5. Yatawatte Sri Chandajothi Thero (1822–1822; යටවත්තේ ශ්‍රී චන්දජෝති මහා ථේර)
6. Vakanz 1822–1824
7. Yatanwala Sri Sunanda Thero (1824–1835; යටන්වල ශ්‍රී සුනන්ද මහා ථේර)
8. Kotagama Sri Gunarathana Thero (1835–1845; කොටගම ශ්‍රී ඤානරතන මහා ථේර)
9. Vakanz 1845–1849
10. Udumulle Sri Rathanajothi Thero (1849–1851; උඩුමුල්ලේ ශ්‍රී රතනජෝති මහා ථේර)
11. Vakanz 1851–1853
12. Yatawatte Sri Swarnajothi Thero (1853–1868; යටවත්තේ ශ්‍රී ස්වර්ණජෝති මහා ථේර)
13. Wattegama Sri Sumangala Thero (1869–1885; වතේගම ශ්‍රී සුමංගල මහා ථේර)
14. Yatawatte Sri Chandajothi Thero (1886–1892; යටවත්තේ ශ්‍රී චන්ද්‍රජෝති මහා ථේර)
15. Kapuliyadde Sri Piyadassi Thero (1893–1914; කපුලියද්දේ ශ්‍රී පියදස්සි මහා ථේර)
16. Abagaswewe Sri Rathanajothi Thero (1914–1921; අඹගස්වැවේ ශ්‍රී රතනජෝති මහා ථේර)
17. Gunnepane Sri Saranankara Thero (1921–1929; ගුන්නෑපානේ ශ්‍රී සරණංකර මහා ථේර)
18. Mullegama Sri Gunarathana Thero (1929–1947; මුල්ලේගම ශ්‍රී ඤානරතන මහා ථේර)
19. Yatawatte Sri Dhammarathana Thero (1947–1966; යටවත්තේ ශ්‍රී ධර්මරතන මහා ථේර)
20. Udugama Sri Rathanapala Thero (1966–1970; උඩුගම ශ්‍රී රතනපාල මහා ථේර)
21. Godamune Sri Nagasena Dhammananda Thero (1970–1975; ගොඩමුනේ ශ්‍රී නාගසේන ධම්මානන්ද මහා ථේර)
22. Palipane Sri Chandananda Thero (1975–1999; පලිපානේ ශ්‍රී චන්දානන්ද මහා ථේර)
23. Udugama Sri Buddharakkitha Thero (1999–2015; උඩුගම ශ්‍රී බුද්ධ රක්ඛිත මහා ථේර)
24. Galagama Sri Aththadassi Thera (2015–2016; ගලගම ශ්‍රී අත්තදස්සි මහා ථේර)
25. Warakagoda Sri Gnanarathana Thero (2016- ; වරකාගොඩ ශ්‍රී ඤානරතන මහා ථේර)